# Jodochus Karlman
Jodochus Karlman (även Carolinus), född i Å församling, död 1687 i Örberga församling, Östergötlands län, var en svensk präst.

## Biografi
Jodochus Karlman föddes i Å församling. Han var son till kyrkoherden Carolus Sveiræus och Margareta Jostsdotter. Karlman blev 25 september 1662 student vid Uppsala universitet med efternamnet Carolinus. Han prästvigdes 24 januari 1672 och blev 1677 kyrkoherde i Örberga församling. Karlman avled 1687 i Örberga församling.

### Familj
Karlman gifte sig med Anna Andersdotter (1631–1691).